# Logar
Logar ou Lowgar (em persa: لوگر) é uma província do Afeganistão. Sua capital é a cidade de Pol-e 'Alam.